# 中国铁路22A型客车
中国铁路22A型客车是中国铁路22型客车的改进型。

## 概况
1982年～1985年由长春客车厂对YZ22型硬座客车进行技术改进，即YZ22A型硬座客车，1985年投产。主要改进是钢结构车体广泛采用耐候钢，改进车体涂漆与防锈工艺，易腐易损件采用不锈钢，使用发泡聚乙烯防寒材料，改进车厢内饰材料。经改进提高了车体钢结构和易腐零件的耐腐性，延长使用寿命和厂修周期，提高舒适性。 YZ22A型硬座客车自重43吨，使用202型转向架，构造速度120km/h。